# Robert B. Lindsay
Robert Burns Lindsay, född 4 juli 1824 i Lochmaben, Dumfriesshire, död 13 februari 1902 i Tuscumbia, Alabama, var en amerikansk politiker (demokrat) född i Skottland. Han var guvernör i Alabama 1870–1872.
Lindsay kom 1844 till North Carolina för att besöka sin bror och beslöt sig för att stanna i USA. År 1849 flyttade han till Alabama och arbetade som lärare i Tuscumbia. Därefter inledde han sin karriär som advokat och blev invald i delstatens lagstiftande församling. Han stödde nordstatsdemokraten Stephen A. Douglas i presidentvalet i USA 1860 och var emot Alabamas utträde ur USA.
Lindsay var sedan 1854 gift med tidigare guvernören John A. Winstons syster Sarah Miller Winston. Efter krigstjänst i kavalleriet på sydstaternas sida återvände Lindsay till politiken. Han besegrade William Hugh Smith i guvernörsvalet 1870. Smith vägrade först godkänna valresultatet men efter att en domstol hade tagit ställning i frågan fick Lindsay tillträda guvernörsämbetet.
Genast i början av sin mandatperiod fick Lindsay ta itu med en kris i delstatens finanser. Ku Klux Klans våld minskade i Alabama under Lindsays tid som guvernör. Detta berodde delvis på att Lindsay gjorde allt han kunde för att stärka Demokratiska partiets makt i Alabama, ett syfte som klanen med våld hade försökt åstadkomma då republikanerna innehaft guvernörsämbetet. I vilket fall som helst förkunnade Lindsay offentligt att man inte bör ta lagen i egna händer. År 1872 efterträddes han av republikanen David P. Lewis.